# Narzole
Narzole (piemontesisch Narsòle) ist eine Gemeinde in der italienischen Provinz Cuneo (CN), Region Piemont.

## Lage und Einwohner
Narzole liegt 40 km nordöstlich von der Provinzhauptstadt Cuneo und umfasst eine Fläche von 26 km², bei 3486 Einwohnern (Stand 31. Dezember 2023). Das Gemeindegebiet wird vom Tanaro durchflossen. Die zwei Fraktionen (Frazioni) San Nazario und Vergne zählen auch noch zur Gemeinde Narzole.
Die Nachbargemeinden sind Barolo, Bene Vagienna, Cherasco, La Morra, Lequio Tanaro, Novello und Salmour.

## Geschichte

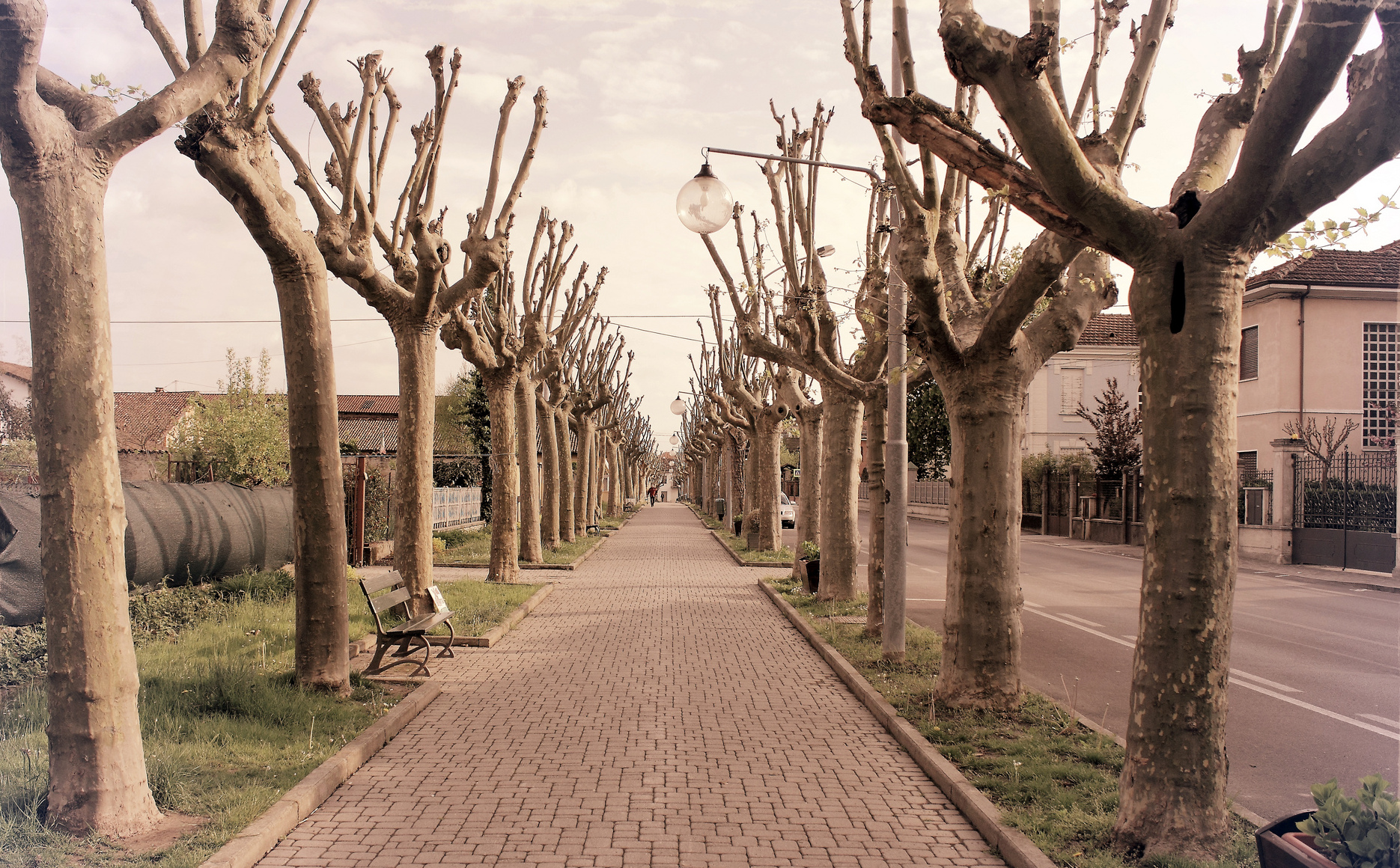
Viale Rimembranza

Narzole wurde erstmals von einer keltisch-ligurischen Gemeinde besiedelt und dürfte später einer der Vororte von Augusta Bagiennorum geworden sein, wie zahlreiche Funde bezeugen. Im Mittelalter gab es eine Burg und eine Abtei, die von Sancte Virginis Mariae Narzolis, die Kaiser Ludovico III. dem Bischof von Asti Agilulfo schenkte. Es war lange Zeit Teil der Gemeinde Cherasco und gegen Ende des 18. Jahrhunderts, während der französischen Besatzung, stellten die Räuber ein erbittertes Zeichen des Protests dar. Die „Brüder von Narzole“ behinderten die französische Garnison erheblich. Ein wichtiges Datum für die Geschichte der Gemeinde ist der 24. April 1796, als General Bonaparte im örtlichen Gasthaus zu Abend aß und übernachtete. Die französische Besatzung ermöglichte es ihr, sich von der Abhängigkeit von Cherasco zu befreien und sich 1802 auf Erlass von Bonaparte selbst als Gemeinde zu etablieren.
Narzole verfügte seit 1874 über einen eigenen Bahnhof an der Bahnstrecke Bra-Ceva. Aufgrund der Schäden durch das Hochwasser von 1994 wurde die Bahnstrecke geschlossen.

## Sehenswürdigkeiten
- Die Pfarrkirche San Bernardo aus dem 18. Jahrhundert, erbaut von 1750 bis 1755 und dem Schutzpatron gewidmet.
- Die Bruderschaft San Rocco im romanischen Stil, kürzlich restauriert.
- Die kleine Kirche San Pietro aus romanischer Zeit, die vom ursprünglichen und seltenen dreieckigen Glockenturm dominiert wird.
- Die Kirche der Madonnina aus dem 18. Jahrhundert (1790–95) im Barockstil, die sich im gleichnamigen Kern befindet.

## Partnergemeinde
- Tende, seit 1992

## Persönlichkeiten
- Giuseppe Timoteo Giaccardo (* 13. Juni 1896 in Narzole, † Rom, 24. Januar 1948), war ein italienischer Priester.

## Weinbau
In Narzole werden Reben für den Dolcetto d’Alba, einen Rotwein mit DOC Status angebaut.